# Alessandro Zanardi
Alessandro "Alex" Zanardi (Bologna, 23 oktober 1966) is een Italiaans autocoureur en handbiker. Hij reed 42 races in de Formule 1, maar behaalde zijn grootste successen in de Verenigde Staten door tweemaal het CART-kampioenschap (nu IndyCar Series) te winnen.

## Biografie
Zanardi begon zijn carrière in de karts. Na successen in Italië vocht hij in 1987 met Michael Schumacher om de Europese titel. De volgende twee jaar reed hij Formule 3 en vanaf 1989 ook Formule 3000. Zijn eerste volledige seizoen in die klasse in 1991 leverde hem een tweede plaats op in het eindklassement achter Christian Fittipaldi. Datzelfde jaar maakte hij ook zijn debuut in de Formule 1. Een test voor Footwork leverde een contract op bij Jordan voor de laatste drie races van het jaar.
Hij maakte een goede indruk tijdens die wedstrijden, maar behaalde geen punten. Voor 1992 kon hij geen zitje vinden, waarna hij testcoureur werd bij Benetton. Halverwege het seizoen reed hij drie races bij Minardi als vervanger van de geblesseerde Christian Fittipaldi, maar een succes werd dit niet. In 1993 kreeg hij een vaste plek bij Lotus, waar Mika Häkkinen was vertrokken. De Lotus was geen slechte auto en Zanardi haalde zijn eerste punt door zesde te worden in de Grand Prix van Brazilië. Zijn seizoen was echter voorbij na een flinke crash in Eau Rouge tijdens trainingen voor de Grand Prix Formule 1 van België. Voor het seizoen 1994 mocht Zanardi's vervanger Pedro Lamy bij Lotus blijven totdat deze beide benen brak bij een testongeluk en Zanardi kon terugkeren. De auto van het team was een stuk minder dan in 1993 en Zanardi kon niet opvallen. Twee wedstrijden stond hij aan de kant omdat het team de meer kapitaalkrachtige Philippe Adams een kans gaf. Aan het eind van het seizoen hield Lotus op te bestaan en leek de F1-carrière van Zanardi voorbij.
Na een jaar in de Sportcars vertrok Zanardi naar Amerika om deel te nemen aan het CART-kampioenschap (ondertussen samengevoegd met de IndyCar Series). Hij won het kampioenschap in 1997 en 1998 en was zeer populair bij het publiek. Vooral in 1998 was hij succesvol: hij brak vele records en won zeven wedstrijden. Frank Williams was onder de indruk en besloot hem in 1999 een nieuwe kans te geven in Formule 1 naast Ralf Schumacher bij het Williams-team. Bij tests bleek Zanardi snel te zijn, maar eenmaal in het seizoen viel zijn gehypete comeback flink tegen. Hij haalde geen punten en was vooral in races de mindere van het jongere broertje van Michael, die 35 punten pakte. Hoewel Zanardi nog een contract voor twee jaar had, moest hij aan het eind van het seizoen vertrekken.

### Crash
Hij ging weer terug naar Amerika, maar de vorm van vóór zijn Williams-jaar vond hij niet terug. Bij een wedstrijd op de Duitse Lausitzring in 2001 crashte Zanardi in leidende positie zwaar. Bij de terugkeer op de baan na een pitstop spinde Zanardi, Alex Tagliani kon hem niet meer ontwijken en raakte hem met een snelheid van 320 km/h. Ten gevolg van die aanrijding moesten Zanardi's beide benen geamputeerd worden en leek zijn raceloopbaan voorbij. Maar met protheses vocht hij zich toch nog terug. In 2003 mocht hij de laatste 13 rondjes die hij niet meer gereden had op de Lausitzring afmaken. Sinds 2004 rijdt Zanardi weer fulltime in Touring Car-kampioenschappen. In november 2006 reed hij in Valencia vier ronden in een aangepaste BMW-Sauber Formule 1-wagen. Hij was ook actief in het WTCC bij het BMW-team.

### Handbiken

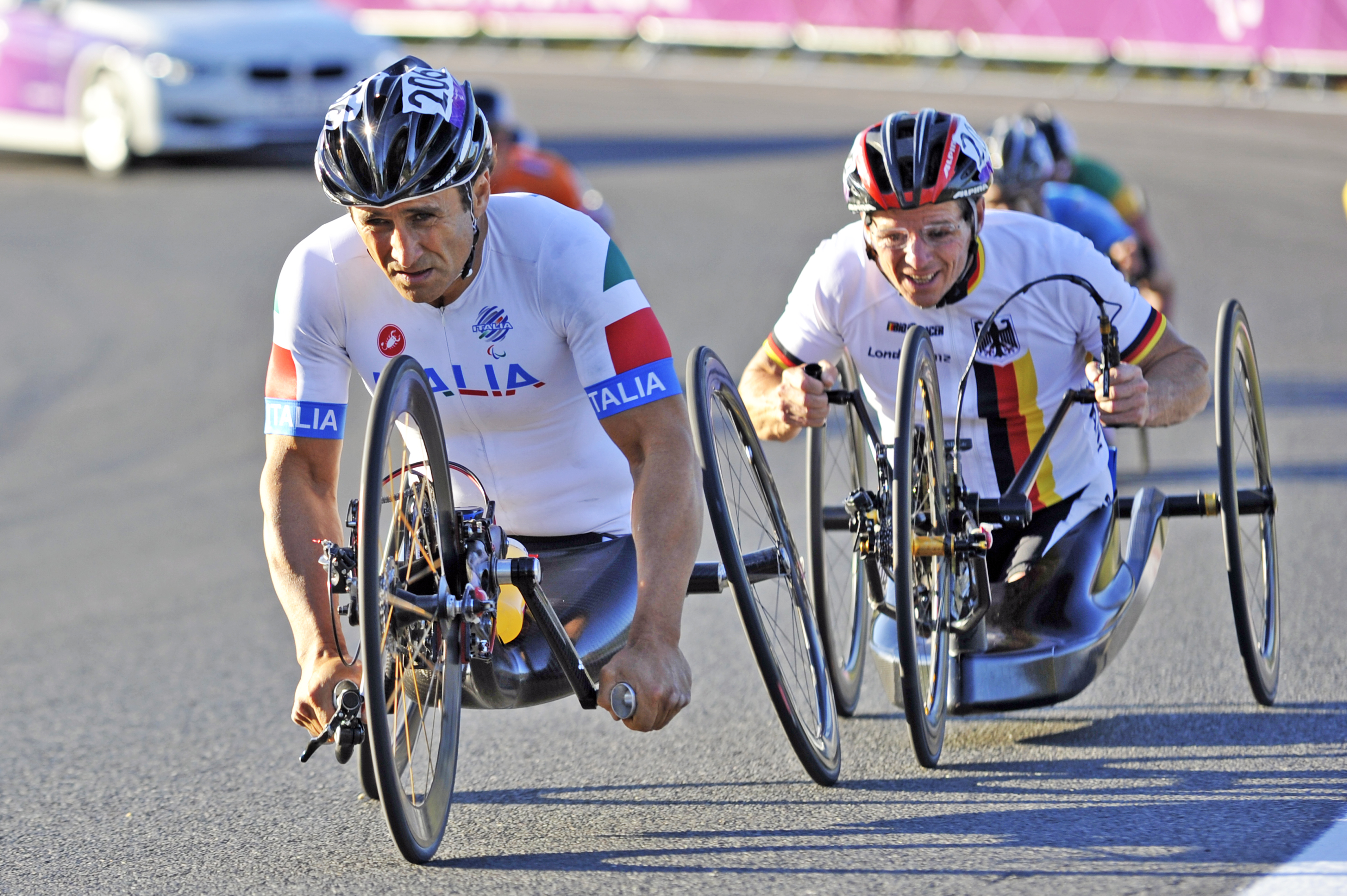
Alex Zanardi in 2012

In de jaren dat hij niet meer actief was in de autosport startte hij een carrière in de wielersport met het handbiken. Tijdens de Paralympische Zomerspelen van 2012 in Londen won hij zowel op de tijdrit als op de wegwedstrijd de gouden medaille.
Zanardi won in Rio de Janeiro tijdens de Paralympische Zomerspelen van 2016 op de handfiets de tijdrit over 20 kilometer (H5).

### Comeback
In 2014 keerde hij terug in de autosport met ROAL Motorsport om negenvoudig rally-wereldkampioen Sébastien Loeb in de Blancpain Sprint Series op te volgen.

### Ongeluk
Op 19 juni 2020 raakte Zanardi zwaargewond in de provincie Siena door een aanrijding met een truck tijdens een liefdadigheidsestafette op zijn handbike. Hij werd opgenomen op de intensive care waar hij drie operaties aan hersenen en schedel onderging en in een kunstmatig coma werd gebracht. Op 21 juli 2020 werd hij overgebracht naar een gespecialiseerd revalidatiecentrum in Lecco. Drie dagen later moest hij wegens complicaties worden overgebracht naar de intensive care van het San Raffaele-ziekenhuis in Milaan. Op 20 augustus 2020 mocht hij het ziekenhuis verlaten.
Ruim een jaar na het ongeluk werd bekend dat Zanardi wel in staat was te communiceren, maar niet kon praten.